# Miastków Kościelny
Miastków Kościelny ist ein Dorf sowie Sitz der gleichnamigen Landgemeinde im Powiat Garwoliński der Woiwodschaft Masowien, Polen.

## Gemeinde
Zur Landgemeinde Miastków Kościelny gehören folgende 16 Ortschaften mit einem Schulzenamt:
Brzegi
Glinki
Kruszówka
Kujawy
Miastków Kościelny
Oziemkówka
Przykory
Ryczyska
Stary Miastków
Wola Miastkowska
Zabruzdy
Zabruzdy-Kolonia
Zasiadały
Zgórze
Zwola
Zwola Poduchowna
Ein weiterer Ort der Gemeinde ist Miastków.